# Lexa
Lexa er en fiktiv karakter fra den amerikanske post-apokalyptiske science fiction serie The 100, produceret af The CW. Den tilbagevendende tv-karakter (spillet af Alycia Debnam-Carey) vises ikke i de bøger, som serien er baseret på. Lederen af de 12 klaner, Lexa, har vist sig at være en rimelig leder og en stærk kriger. Hun betragter kærlighed som en svaghed, en opfattelse, der er væsentligt påvirket af hendes kæreste Costias død. Alligevel begynder hun at vise romantiske følelser for Clarke Griffin (leder af Skaikru) og tager hensyn til Clarkes synspunkter. Men Lexa sætter sit folk først, selv på bekostning af at miste Clarkes tillid.
Lexa har været godt modtaget af kritikere og fans, som anser hende for at være en af showets mere interessante og komplekse karakterer. Hun har været en kilde til hyppig debat, især for hvordan hun blev skrevet ud af serien. Hendes forhold til Clarke, havde stor indflydelse på LGBTQ-samfundet, og mange seere tog det som en positiv eller stormfuld skildring af venskab, kærlighed og svigt. Forholdet blev imidlertid kritiseret for at være unødvendigt tragisk, hvilket førte til en national debat om "bury your gays".

## Lexas legacy
Lexas død medførte flere kampagner på Twitter, hvoraf den største var gennem hashtagget "LGBT Viewers Deserve Better", hvor fans forsøgte at opnå produktionsselskabets og de ansatte på The 100s opmærksomhed, her især showrunner Jason Rothenberg og gøre dem opmærksomme på den skade de påførte deres LGBTQ-fans gennem håndteringen af Lexa som karakter og hendes død. Kampagnen indebar bl.a. en indsamling på i skrivende stund 171,565$ til The Trevor Project , en organisation der hjælper unge selvmordstruede LGBTQ-personer & en række billboards der blev strategisk placeret i Los Angeles (bl.a. på en populær highway & tæt ved The CWs hovedkontor) .
Det var så omfattende og så succesfuldt, der opstod flere frivillige organisationer, bl.a. LGBT Fans Deserve Better som fortsat kæmper for bedre repræsentation i film & TV, samt har til formål at uddanne producere, manuskriptforfattere mm. om bl.a. bury your gays-tropen.
Derudover har det også resulteret i flere akademiske artikler og universitetsprojekter om Lexa og begivenhederne omkring Lexas død samt tilblivelsen af ClexaCon - en convention for LGBTQ personer og allies, som faciliteterer debatter om repræsentation og fejringen af de eksisterende nutidige LGBTQ-karakterer i film & TV. Derudover udbydes også writer's workshops for at få flere LGBTQ-personer ind i branchen og naturligvis meet-and-greet med kendte skuespillere, som ved enhver anden convention. ClexaCon foregår i Las Vegas og har eksisteret siden 2017.